# Bewegung für ein Europa der Freiheit und der Demokratie
Die Bewegung für ein Europa der Freiheit und der Demokratie (englisch Movement for a Europe of Liberties and Democracy, französisch Mouvement pour l’Europe des libertés et de la démocratie, MELD) war eine europäische politische Partei. Sie war von 2012 bis 2015 vom europäischen Parlament offiziell anerkannt. Ihre Mitgliedsparteien waren als rechtskonservativ, rechtspopulistisch, souveränistisch bzw. nationalistisch und europaskeptisch einzuordnen.
Der Partei stand die Foundation for a Europe of Liberties and Democracy (FELD) nahe, die ebenfalls von der EU finanziell unterstützt wurde. Beide Organisationen hatten ihren Sitz in Paris, Frankreich.

## Geschichte

### Gründung
Die MELD wurde am 17. August 2011 aus den Reihen der Fraktion Europa der Freiheit und der Demokratie (EFD) gegründet, jedoch ohne Beteiligung der größten Partei, der britischen UK Independence Party. 2012 wurde der Partei vom Europaparlament erstmals eine Parteienfinanzierung in Höhe von 621.482 Euro zugestanden. Mitte 2013 gehörten 23 der 35 Abgeordneten der EFD der MELD an.

### Europawahl 2014
Ende 2013 verließ die Lega Nord die MELD, um mit den Parteien der Europäischen Allianz für Freiheit zusammenzuarbeiten. Bei der Europawahl 2014 verfehlten viele der MELD-Mitglieder den Einzug ins Parlament. Den Wiedereinzug schafften nur Dansk Folkeparti und Perussuomalaiset, die zur EKR-Fraktion wechselten. Ebenso zog die Tvarka ir teisingumas erneut ins Parlament ein. Sie verblieb in der EFD-Fraktion, jetzt unter dem Namen EFDD, und beteiligte sich im September 2014 an der Gründung der Europapartei Alliance for Direct Democracy in Europe.

### Finanzielle Unregelmäßigkeiten und Auflösung
Im Herbst 2015 wurden Vorwürfe bekannt, dass Gelder der MELD sowie der Stiftung FELD 2013 und 2015 vorschriftswidrig für den kommunalen Wahlkampf und nationaler Kampagnen der Dänischen Volkspartei (DF) verwendet wurden. Die Vorwürfe wurden durch die DF-Europaabgeordnete Rikke Karlsson, die dem MELD-Vorsitzenden Morten Messerschmidt Intransparenz bezüglich der Finanzen von MELD und FELD vorwarf. Später trat Karlsson deswegen aus der DF aus. Im Oktober 2015 forderte das Europaparlament von MELD und FELD rund 150.000 Euro missbräuchlich verwendeter Zuschüsse zurück. Eine Offenlegung der Ausgaben lehnte die Partei weiterhin ab.
Bereits im Juli 2015 hatten Messerschmidt, der MELD-Schatzmeister Anders Vistisen, ebenfalls DF-Europaparlamentarier, und eine dritte Person eine neue Europapartei namens Alternative for Europe (AfE) gegründet. Mehrere Einzelmitglieder der MELD traten im Laufe des Jahres der AfE bei, wodurch die MELD nach Ansicht des Europaparlaments die Voraussetzung für Europaparteien, Parlamentarier aus sieben Mitgliedsländern, nicht mehr erfüllte. Daher wurde die Finanzierung der MELD für das Jahr 2015 vom Europaparlament eingefroren. Für das Jahr 2016 reichte die MELD, im Gegensatz zur neuen AfE, keinen Antrag auf Finanzierung durch das Europaparlament mehr ein.
Ende Oktober erklärte die DF, sich aus MELD und AfE zurückzuziehen und sich zumindest für 2016 an keiner europäischen Partei zu beteiligen. Vorsitzender der AFE wurde der bulgarische VMRO-Abgeordnete Angel Dschambaski, einziger MdEP der Partei. Die Anerkennung der AfE wurde vom Europäischen Parlament abgelehnt, nachdem auch Dschambaski die Partei verlassen hatte. Die finnische Mitgliedspartei Perussuomalaiset wechselte im November 2015 zur AEKR.
Im September 2016 erkannte das Europäische Parlament der MELD für 2015 43.689 € an Finanzierung zu, ursprünglich hatte die MELD 425.460 € beantragt. Im November 2016 wurden Beschuldigungen gegen die Mitgliedspartei Solidarna Polska (SP) laut, nach denen die SP Gelder der MELD für nationale Politik missbraucht habe. Teilweise seien auch Gelder für Dienstleistungen abgerechnet worden, die nie erfolgt seinen.

## Vorstand
Gründungsvorsitzende war die Griechin Niki Tzavela (LAOS). Sie trat Anfang 2014 zurück, und Jacek Włosowicz (SP) übernahm das Amt kommissarisch. 2015 wurde Morten Messerschmidt (DF) neuer Vorsitzender.

## Mitglieder
Mitglieder der MELD waren:
| Land         | Mitglied                            | Dauer der Mitgliedschaft          |
| ------------ | ----------------------------------- | --------------------------------- |
| Belgien      | Frank Vanhecke                      | 2011–2014                         |
| Bulgarien    | Slavi Binev (NFSB)                  | 2012–2014                         |
| Dänemark     | Dansk Folkeparti (DF)               | *                                 |
| Finnland     | Perussuomalaiset                    | im November 2015 Wechsel zur AEKR |
| Frankreich   | Mouvement pour la France (MPF)      |                                   |
| Griechenland | Laikos Orthodoxos Synagermos (LAOS) | bis 2014                          |
| Italien      | Lega Nord                           | bis Ende 2013                     |
| Italien      | Magdi Allam (Io amo l’Italia)       | bis 2014                          |
| Italien      | Claudio Morganti (Io Cambio)        | 2014                              |
| Italien      | Giuseppe Esposito (NCD)             | 2015 *                            |
| Italien      | Antonio Gambetta Vlanna             | 2015                              |
| Litauen      | Tvarka ir teisingumas               | Ende 2014 Wechsel zur ADDE        |
| Niederlande  | Daniël van der Stoep (Artikel 50)   | 2013–2014                         |
| Österreich   | Ewald Stadler (REKOS)               | April 2014                        |
| Österreich   | Martina Schenk (Team Stronach)      | 2015 *                            |
| Polen        | Solidarna Polska (SP)               |                                   |
| Rumänien     | Cristian Radulesku (PDL)            | 2015 *                            |
| Slowakei     | Slovenská národná strana (SNS)      |                                   |
| Ungarn       | István Szabó (Fidesz)               | 2015 *                            |